# Roberta Bianconi
Roberta Bianconi, född 8 februari 1989 i Rapallo, är en italiensk vattenpolospelare (anfallare). Hon ingick i Italiens damlandslag i vattenpolo vid olympiska sommarspelen 2012.
Bianconi gjorde tre mål i den olympiska vattenpoloturneringen 2012 i London där Italien kom på sjunde plats. Hon spelade även i det italienska landslag som tog silvret vid den olympiska vattenpoloturneringen i Rio de Janeiro 2016.
Bianconi tog EM-guld år 2012 i Eindhoven och ingick i laget som kom på fjärde plats i VM 2011 i Shanghai.